# Gmina Prabuty
Die Gmina Prabuty [praˈbutɨ] ist eine Stadt-und-Land-Gemeinde im Powiat Kwidzyński der Woiwodschaft Pommern in Polen. Die Gemeinde Prabuty umfasst eine Fläche von 197,1 km² auf der 13.200 Einwohner leben. Ihr Sitz ist die gleichnamige Stadt (deutsch Riesenburg) mit etwa 8700 Einwohnern.

## Geographie

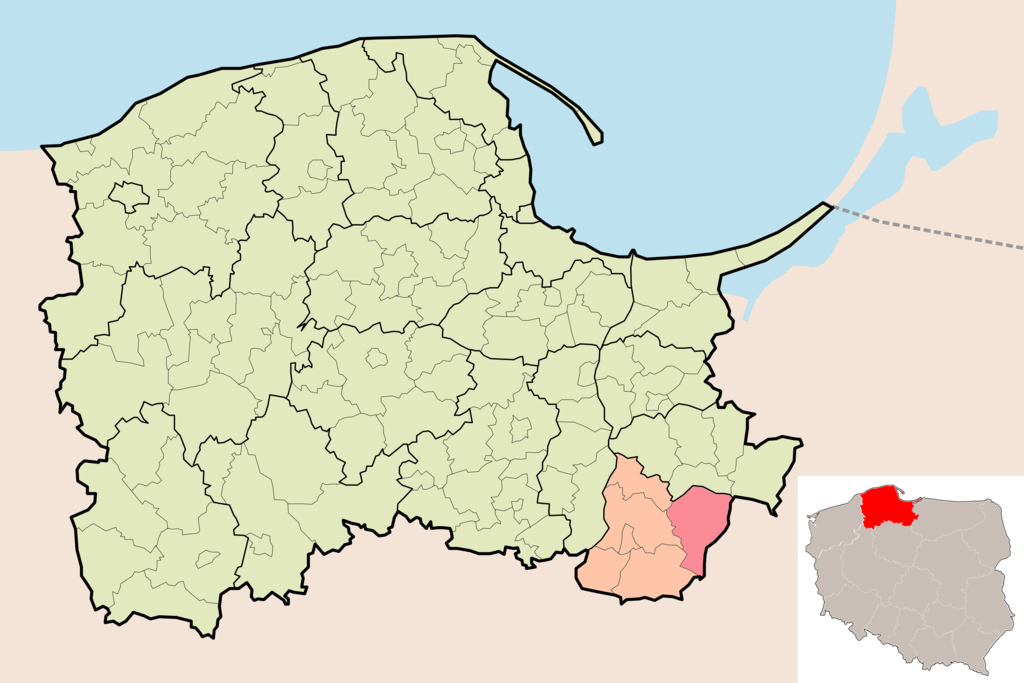
Lage der Gmina Prybuty im Powiat Kwidzyński

Die Gemeinde liegt im ehemaligen Westpreußen, etwa 15 km ostnordöstlich von Kwidzyn (Marienwerder) und zehn Kilometer nordwestlich von Susz (Rosenberg). Auf dem Gemeindegebiet liegen sechs größere Seen der Eylauer Seenplatte. Der Jezioro Liwieniec (Schlosssee) ist Teil eines Naturreservats. Die östliche Gemeindegrenze stellt zugleich die Grenze zum Powiat Suski und zur Woiwodschaft Ermland-Masuren dar.
Nachbargemeinden der Gemeinde sind:
- Gardeja (Garnsee), Kwidzyn (Marienwerder), Mikołajki Pomorskie (Nikolaiken), Ryjewo (Rehhof) und Stary Dzierzgoń (Alt Christburg)
- Kisielice (Freystadt) und Susz (Rosenberg) in der Woiwodschaft Ermland-Masuren.

## Geschichte
Die Gemeinde gehörte 1975 bis 1998 zur Woiwodschaft Elbląg.

## Gliederung
Zur Stadt-und-Land-Gemeinde Prabuty gehören neben der Stadt 38 Ortschaften, die 20 Dörfern mit Schulzenämtern zugeordnet sind:
Schulzenämter
- Antonin (Sonnenwalde)
- Gdakowo (Dakau)
- Gilwa (Gilwe)
- Gonty (Gunthen)
- Górowychy (Sonnenberg)
- Grodziec (Thiergarth)
- Jakubowo (Jakobsdorf)
- Julianowo (Julienthal)
- Kołodzieje (Wachsmuth)
- Laskowice (Laskowitz)
- Obrzynowo (Riesenkirche)
- Pilichowo (Pillichowo, 1939–1945 Heinfriede)
- Pólko (Polen)
- Raniewo (Rahnenberg)
- Rodowo (Groß Rohdau)
- Stańkowo (Riesenwalde)
- Stary Kamień (Doktorwald)
- Sypanica (Scheipnitz)
- Szramowo (Schrammen)
- Trumiejki (Klein Tromnau)

Weitere Ortschaften
- Bronowo Małe (Klein Brunau), Górowychy Małe (Klein Sonnenberg),  Grazymowo (Grasnitz), Halinowo, Kamienna (Steinberg), Kałdowo (Kaltenhof), Kleczewo (Halbersdorf), Kolonia Gąski (Gonski), Kowale (Seeberg), Laskowicki Tartak (Laskowitz-Sägemühle), Młynisko (Schornsteinmühle), Orkusz (Orkusch), Pachutki (Tönigsdorf), Pałtyki, Rodowo Małe (Klein Rohdau), Rumunki, Stary Młyn (Alte Walkmühle) und Zagaje (Kleinwalde).

## Persönlichkeiten
- Karl-Heinz Lange (* 1929 in Riesenkirche; † 2010 in Berlin), Schriftgestalter, Typograf und Hochschullehrer